# يون ستيفانسون
يون ستيفانسون (بالآيسلندية: Dr. Jón Stefánsson)‏ هو مترجم آيسلندي، ولد في 1862، وتوفي في 20 يوليو 1952.